# ボアリ
ボアリ（Boali）は中央アフリカ共和国オンベラ・ムポコ州の都市。また同州の州都である。国道1号線とムバリ川が交差する付近に街が形成されている。首都バンギからは国道1号線から道なりに約54キロメートルの距離にある。
行政区分ではボアリ郡に属しているコミューンである。ただしボアリ郡はボアリ・コミューン単独で構成されているため、ここでは同一のものとして扱う。ボアリ郡およびボアリ・コミューンの面積は4,760平方キロメートル、人口は62,071人。内訳は市街地の人口が18,090人、郊外の人口が43,981人（人口はいずれも2021年推計）。

## 歴史
1967年5月12日、ビンボに代わってオンベラ・ムポコ州の州都となる。1982年頃、州都はボアリからビンゴへ変更となり州都の地位を失った。
2021年1月21日、ビンボがバンギ州へ編入されたことにより再度オンベラ・ムポコ州の州都に指定された。
ボアリの水力発電所（後述）がバンギの電力を賄っていることから、戦略的価値は高い。2012年から続く内戦では反政府勢力セレカが2013年3月頃に占領し、バンギ攻略の足掛かりとした。2014年1月17日にセレカは撤退し、代わりにアンチ・バラカが占領した。2015年12月5日、政府軍が奪還した。
2020年12月に反政府勢力Coalition des patriotes pour le changementがボアリを攻撃したが、政府軍の反撃を受けて撤退している。

## ボアリの滝

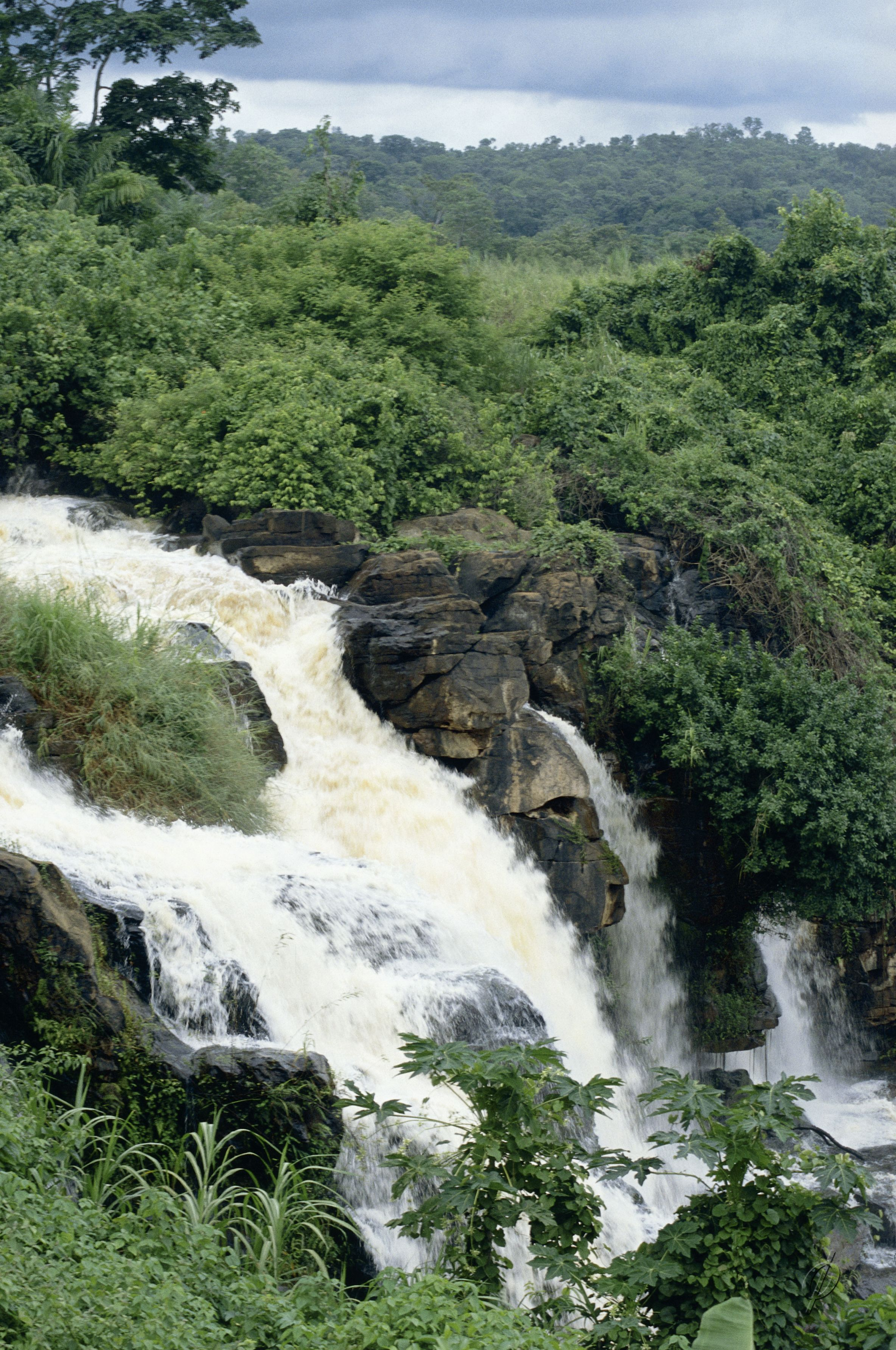
ボアリの滝

街から北へ行ったところにはボアリ滝というムバリ川の滝が存在する。ボアリ滝は著名な観光地として切手に描かれたこともあるが、内戦によってホテルは2016年時点で廃墟になっている。
滝の付近には水力発電所が相次いで建設されており、バンギへ送電している。ボアリ1水力発電所は滝の下流に建設され、1955年4月15日より運転を開始した。1976年にユーゴスラビアの援助を受けてボアリ2が建設された。1991年3月にボアリ3が滝の上流に建設され、ダム湖（ムバリ湖）が形成された。